# Фортуна 2
«Фортуна 2» (пол. Fuks 2) — польський комедійний фільм 2024 року режисера Мацея Дуткевича, є прямим продовженням фільму «Фортуна» 1999 року. Прем'єра фільму в Польщі відбулася 12 січня 2024 року.

## Сюжет
Мацек просить у батька грошей на побачення. Його батько, який завдав чимало клопоту і заробив багато грошей, поставив високу планку і з'ясує, чи успадкував син його зухвалий характер і схильність до небезпечних справ.

## Акторський склад

### Головні ролі
- Мацей Штур — Алекс Ставіцький[2][3]
- Януш Ґайос — офіцер Мазур[2][3]
- Соня Богосевич — Йоанна Конєчни[2][3]
- Мацей Мусял — Мацек Ставіцький, син Алекса[2][3]
- Пауліна Ґаланзка — Анна Бихавська, дружина Мірослава[2][3]
- Катажина Савчук — Юлія Бихавська, дочка Мірослава[2][3]
- Цезарій Пазура — Мірослав Бихавський[2][3]
- Томаш Дедек — “Професор”[2][3]

## Фільмування
Кінострічку «Фортуна 2» знімали у Варшаві, столиці Польщі.